# Karol Adler
Karol Adler (20. března 1910, Kolta – 20. prosince 1944, Dobšiná) byl vůdčí postavou několika partyzánských oddílů na jihovýchodním Slovensku v průběhu Slovenského národního povstání.

## Život
Působil jako zubní technik v Levoči, Levicích a Popradu. Od vzniku Slovenské republiky v roce 1939 se angažoval v protifašistickém odboji. V roce 1944, když převzal moc revoluční národní výbor, se utvořila milice, která pod vedením Karla Adlera zajistila exponované fašisty. Když v druhé polovině října 1944 začal mohutný nástup německých jednotek na všech úsecích fronty, došlo k bojům i v prostoru Dobšiné. Nepřátelské jednotky ji obsadily a povstalci ustoupili do hor. Karol Adler se stal organizátorem a vůdčím představitelem partyzánské brigády kapitána Nálepky. Koncem roku 1944 se v okolí Dobšiné vyskytovala partyzánská brigáda Rákosi. Do jejího stavu patřila i jednotka Karla Adlera. Po smrti Z. Grubicse se právě on stal velitelem partyzánské skupiny Sándor Petőfi. Partyzáni se však v polovině prosince 1944 dostali do sevření německých vojsk. Adlerova jednotka se pokusila uniknout v oblasti Vyšné Slané a Rejdové. Německá vojska je však obklíčila a postupně zlikvidovala. 10. prosince 1944 Adlera po těžkých bojích ve Vyšné Slané zajali a následně ho odevzdali gestapu. Po surovém mučení byl 20. prosince 1944 oběšen na náměstí v Dobšiné. Při vyšetřování se Karol Adler choval hrdinsky a před popravou údajně řekl: „Ja umieram, ale nás je veľa.“ Zbytek jeho partyzánské jednotky, který se vyhnul zničení, bojoval dále pod vedením Jozefa Fábryho.

## Ocenění
Je mu věnována pamětní deska na budově pošty v Dobšiné. V roce 1964 byl in memoriam povýšen na kapitána a vyznamenán Řádem rudé hvězdy. V bratislavské Dúbravce je po něm pojmenována ulice.